# Смерть в Сараево
Смерть в Сараево (босн. Smrt u Sarajevu) — боснийский драматический фильм, снятый Данисом Тановичем по пьесе «Отель Европа» Бернара-Анри Леви. Фильм был выбран для участия в конкурсе «Золотой медведь» на 66-м Берлинском международном кинофестивале. В Берлине он выиграл Гран-при Жюри, а также приз FIPRESCI за фильмы, показанные на конкурсе. Фильм выдвинут Боснией и Герцеговиной на премию «Оскар» за лучший фильм на иностранном языке.

## Сюжет
Фильм рассказывает про «экзистенциальные страхи, тревоги и моральные дилеммы, которые имеет современное европейское общество».